# Aerotaxis Ecuatorianos S. A. (ATESA)
ATESA (Aerotaxis Ecuatorianos S. A.) fue una pequeña aerolínea ecuatoriana de pasajeros y carga fundada por el capitán alemán Christof Drexel en 1960. Tras una serie de problemas financieros y accidentes aeronáuticos, la empresa cesó sus operaciones definitivamente en 2006. Tuvo su base en el Antiguo Aeropuerto Internacional Mariscal Sucre de Quito. 

## Historia
ATESA (Aero Taxis Ecuatorianos S. A.) fue fundada por el capitán alemán Christof Drexel en 1960, quien vendió la empresa en 1976 a un nuevo grupo de propietarios. Dejó de operar varias veces y por largos períodos debido a problemas económicos durante los años 80 y 90. A principios de la década de 2000, la empresa comenzó a operar nuevamente con un Cessna Caravan que finalmente se estrelló en 2006 debido a una falla en el motor durante el despegue en Cuenca, Ecuador. Luego de eso, la compañía paró definitivamente y fue declarada oficialmente en quiebra.
A fines de 1971, ATESA adquirió un par de Nord Noratlas (HC-AXF y HC-AXG) que habían sido dados de baja por la Luftwaffe. Estos aviones fueron detectados partiendo de Múnich el 3 de noviembre de 1971, luciendo esquema militar. En poco tiempo las aeronaves fueron seguidas de un tercer Noratlas que partió en vuelo de entrega desde Múnich el 30 de abril de 1972, portando ya registro ecuatoriano (HC-AXK). 
Desgraciadamente en febrero de 1974 se perdió el avión HC-AXG en un accidente en la ciudad de Montalvo, provincia de Los Ríos. A consecuencia del mismo, el aparato se declaró irreparable. De esta manera, la flota Noratlas de ATESA quedó reducida a dos ejemplares de Noratlas y un Dornier Do 28 (HC-AVT, estrellado en 1975 en Quito). En 1977, se añadieron otros dos Noratlas a la flota (HC-BDN y HC-BDO). 
Para 1978 se reportaban cuatro aeronaves en operaciones. El día 24 de julio de 1980 el avión HC-AXK se estrelló a orillas del río Amazonas, en la provincia de Pastaza. Desafortunadamente perecieron los dos ocupantes de la nave. Al año siguiente la empresa reportaba solo dos aeronaves en servicio. Lo que hace suponer, más allá de la pérdida detallada, se produjese una supuesta canibalización de unos de los aparatos a fin de proveerse de repuestos. En 1981, se sumó un nuevo Noratlas (HC-BIE), que también provenía de las existencias de la Luftwaffe. 
Las configuraciones de las aeronaves Noratlas eran diversas, ya que se podían utilizar tanto para carga, como para el transporte de pasajeros. Según un reporte del interior de algunos de estos aparatos podían transportar hasta 30 pasajeros, mientras que en le caso singular del HC-BIE, sólo contaba con 15 plazas. 
Las actividades de la compañía se pierden en el transcurso de 1985. En 1988 se reportó la aeronave HC-BDN almacenada en Quito. Mientras que los Noratlas HC-BDO y HC-BIE, con el tiempo fueron detectados en estado de abandono total en el Aeropuerto Río Amazonas de Shell Mera, Pastaza, en el corazón de Ecuador. El último Noratlas recibido fue el HC-BPU, operado en un reinicio de operaciones entre 1989 y 1991, cuando fue vendido a la aerolínea dominicana APA International Air.
La compañía, que había cesado sus operaciones en 1991, fue reflotada en 1997 con un Cessna 208 Caravan (HC-BXD), que se estrelló en Cuenca el 24 de marzo de 2006, poniendo punto final a la existencia de la compañía.
ATESA operó un número significativos de los raros aviones Nord Noratlas, además también volaba con dos Douglas DC-3, una Cessna 208 Caravan, un Dornier Do 28 Skyservant y dos Britten-Norman Islander.

## Antiguos destinos
| Destinos                   | Aeropuertos                             |
| -------------------------- | --------------------------------------- |
| Ambato, Tungurahua         | Aeropuerto Chachoan                     |
| Chupianza, Morona Santiago | Aeropuerto de Chupianza                 |
| Cuenca, Azuay              | Aeropuerto Mariscal Lamar               |
| Macas, Morona Santiago     | Aeropuerto Coronel Edmundo Carvajal     |
| Quito, Pichincha           | Aeropuerto Internacional Mariscal Sucre |
| Riobamba, Chimborazo       | Aeropuerto Chimborazo                   |
| Santiago, Morona Santiago  | Aeródromo de Tiwintza                   |
| Shell Mera, Pastaza        | Aeropuerto Río Amazonas                 |
| Sucúa, Morona Santiago     | Aeropuerto de Sucúa                     |

## Flota histórica
| Aeronaves                | Total | Introducido | Retirado | Matrículas                                              |
| ------------------------ | ----- | ----------- | -------- | ------------------------------------------------------- |
| Britten-Norman Islander  | 2     | 1975        | 1982     | HC-BFJ y HC-BFI                                         |
| Cessna 208 Caravan       | 1     | 1997        | 2006     | HC-BXD                                                  |
| Dornier Do 28 Skyservant | 1     | 1974        | 1975     | HC-AVT                                                  |
| Douglas DC-3             | 2     | 1960        | 1974     | HC-AUC y HC-SJE                                         |
| Nord Noratlas            | 7     | 1971        | 1991     | HC-BPU, HC-BIE, HC-AXG, HC-AXK, HC-BDN, HC-BDO y HC-AXF |

## Accidentes e incidentes
- El 14 de marzo de 1972, un Douglas DC-3 (HC-SJE) se estrelló contra el volcán Sangay mientras cubría la ruta Quito-Macas. Murieron seis de sus siete ocupantes y la aeronave quedó destruida.[5]
- En febrero de 1974, un Nord Noratlas (HC-AXG) se estrelló cerca de Montalvo, Los Ríos. La aeronave quedó destruida, pero no hubo víctimas entre sus 18 pasajeros.[6]
- El 2 de mayo de 1974, un Douglas DC-3 (HC-AUC) se estrelló cerca de Baños mientras cubría la ruta Shell Mera-Ambato, muriendo un tripulante y 20 pasajeros, de entre 25 ocupantes de la aeronave.[7]
- El 17 de octubre de 1978, un Britten-Norman Islander (HC-BFI) fue dañado sin posibilidad de reparación. No se ofrecen más detalles.[8]
- El 24 de julio de 1980, un Nord Noratlas (HC-AXK) se estrelló en un vuelo de carga en la provincia de Pastaza. Murieron sus dos pilotos.[9]
- El 3 de marzo de 1982, un Britten-Norman Islander (HC-BFJ) fue dañado sin posibilidad de reparación. No se ofrecen más detalles.[10]
- El 24 de marzo de 2006, una Cessna 208 Grand Caravan (HC-BXD) se estrelló poco después de despegar del Aeropuerto Mariscal Lamar de Cuenca, en ruta hacia el Aeropuerto Coronel Edmundo Carvajal de Macas. Murieron cinco de sus catorce ocupantes.[11]